# Pseudagrion olsufieffi
Pseudagrion olsufieffi là một loài chuồn chuồn kim trong họ Coenagrionidae.
Pseudagrion olsufieffi được miêu tả khoa học năm 1951 bởi Schmidt.